# أبو سند محمد
أبو سند محمد كاتب مصري.

## حياته
معظم كتبه كانت في تعاليم الأسلام الصحيح ولديه كتب في الفتاوي مثل مجموع فتاوى العلامة الألباني وألف فتوى للشيخ الالباني رحمه الله	.

## مؤلفاته
| الاسم                                                              | دار النشر                           | تاريخ النشر | عدد الصفحات | المصدر               |
| ------------------------------------------------------------------ | ----------------------------------- | ----------- | ----------- | -------------------- |
| مجموع فتاوى العلامة الألباني                                       | الدار المصرية اللبنانية             | 2019        | 189         | [ 2 ] [ 3 ]          |
| الحلة الذهبية لتيسير التحفة السنية                                 | الدار المصرية اللبنانية             | 2019        | 24          | [ 4 ] [ 5 ]          |
| ألف فتوى للشيخ الالباني رحمه الله                                  | الدار المصرية اللبنانية             | 2019        | 23          | [ 6 ] [ 7 ]          |
| اللؤلؤ والمرجان في ذكر بعض الأعمال الموجبة للجنان                  | الدار المصرية اللبنانية             | 2019        | 245         | [ 8 ] [ 9 ] [ 10 ]   |
| الروضة البهية في بيان حياة المؤمن اليومية                          | الدار المصرية اللبنانية             | 2019        | 21          | [ 11 ] [ 12 ]        |
| موسوعة هل يستوي الذين يعلمون والذين لا يعلمون - أصول الفقه         | الدار المصرية اللبنانية             | 2019        | 72          | [ 13 ] [ 14 ]        |
| موسوعة هل يستوي الذين يعلمون والذين لا يعلمون - العقيدة            | الدار المصرية اللبنانية             | 2019        | 47          | [ 15 ] [ 16 ]        |
| موسوعة هل يستوي الذين يعلمون والذين لا يعلمون - الصلاة             | الدار المصرية اللبنانية             | 2019        | 38          | [ 17 ] [ 18 ]        |
| موسوعة فإن تنازعتم في شيء فردوه إلى الله والرسول - حكم تارك الصلاة | الدار المصرية اللبنانية             | 2019        | 18          | [ 19 ] [ 20 ]        |
| موسوعة هل يستوي الذين يعلمون والذين لا يعلمون - الطهارة            | الدار المصرية اللبنانية             | 2019        | 66          | [ 21 ] [ 22 ]        |
| التوضيح والبيان في ذكر بعض الأعمال الموجبة لغضب الرحمن             | الدار المصرية اللبنانية             | 2019        | 70          | [ 23 ] [ 24 ]        |
| موسوعة هل يستوي الذين يعلمون والذين لا يعلمون مصطلح الحديث         | الدار المصرية اللبنانية             | 2019        | 65          | [ 25 ] [ 26 ]        |
| لا خير إلا خير الآخره                                              | الدار المصرية اللبنانية             | 2019        | 18          | [ 27 ] [ 28 ]        |
| موسوعة هل يستوي الذين يعلمون والذين لا يعلمون - الزكاة             | الدار المصرية اللبنانية             | 2019        | 28          | [ 29 ] [ 30 ]        |
| موسوعة هل يستوي الذين يعلمون والذين لا يعلمون - حكم صيام السبت     | دار الطلائع للنشر والتوزيع والتصدير | 2019        | 18          | [ 31 ] [ 32 ]        |
| موسوعة هل يستوي الذين يعلمون والذين لا يعلمون - الصيام             | دار الطلائع للنشر والتوزيع والتصدير | 2019        | 27          | [ 33 ] [ 34 ] [ 35 ] |
| الصواعق النارية في بيان حياة المبتدع اليومية                       | دار الطلائع للنشر والتوزيع والتصدير | 2019        | 27          | [ 36 ] [ 37 ]        |
| ارواء الضمآن من فضائل الرحمن                                       | دار الطلائع للنشر والتوزيع والتصدير | 2019        | 30          | [ 38 ] [ 39 ]        |
| مجموع فتاوى العلامة الألباني                                       | دار الطلائع للنشر والتوزيع والتصدير | 2019        |             | [ 40 ]               |
| الروضة البهية في بيان حياة المؤمن اليومية                          | دار الطلائع للنشر والتوزيع والتصدير | 2019        |             | [ 41 ]               |
| مختصر الفوائد لتيسير مسائل الفقه والعقائد                          | دار الطلائع للنشر والتوزيع والتصدير | 2019        |             | [ 42 ]               |
| عون الودود لتيسير ما في السلسلة الصحيحة من الفوائد والردود         | دار الطلائع للنشر والتوزيع والتصدير | 2019        |             | [ 43 ]               |
| اللؤلؤ والمرجان في ذكر بعض الأعمال الموجبة للجنان                  | دار الطلائع للنشر والتوزيع والتصدير | 2019        |             | [ 44 ]               |
| عون الودود لتيسير ما في السلسلة الضعيفة من الفوائد والردود         | دار الطلائع للنشر والتوزيع والتصدير | 2019        |             | [ 45 ]               |